# Vrije en Lage Boekhorst
Vrije en Lage Boekhorst est une ancienne commune néerlandaise de la Hollande-Méridionale.
Vrije en Lage Boekhorst a été érigé en commune le 1er avril 1817 par démembrement de la commune de Noordwijkerhout. Le 1er septembre 1855 la commune fut supprimée et rattachée à Alkemade.
Lorsque Vrije en Lage Boekhorst était rattaché à la commune Noordwijkerhout, de 1812 à 1817, le hameau format une exclave qui était éloigné d'une bonne dizaine de kilomètres. On l'avait probablement confondu avec le hameau de Hooge Boekhorst, qui appartenait à cette commune.
En 1840, la commune de Vrije en Lage Boekhorst comptait 7 maisons et 56 habitants. Son territoire était d'environ 35 hectares.

## Référence
1. ↑  Alphabetisch register van alle bewoonde oorden des Rijks, Departement van Oorlog, Éd. Erven Doorman, 's-Gravenhage, 1850